# Forum social mondial
Pour les articles homonymes, voir FSM.
 (février 2023).
Le Forum social mondial (ou FSM) est un forum international, qui réunit les organisations du monde entier sensibles à la cause altermondialiste (« Un autre monde est possible »). Traitant des principaux sujets de préoccupation de la société civile en rapport avec la mondialisation, cet événement se présente comme une alternative sociale au Forum économique mondial qui se déroule chaque année en janvier à Davos en Suisse.
La première édition du FSM s'est tenue à Porto Alegre au Brésil du 25 au 30 janvier 2001. Depuis les réunions de 2002 et 2003, les forums sociaux à toutes les échelles sont régis par la Charte des principes du Forum social mondial, dont les principes les plus importants sont :
- l'opposition à l'ordre « néolibéral » qui caractériserait la mondialisation actuelle,
- l'ouverture à tous les courants idéologiques pour les projets alternatifs,
- l'absence des partis politiques en tant que tels.

Les forums sociaux ne délivrent pas de déclaration finale, mais sont des espaces ouverts de débat d'idées et d'élaboration de projets. Un manifeste a été élaboré en 2005, sans valeur officielle toutefois : le Manifeste de Porto Alegre, support de propositions à débattre. L'organisation du Forum se fait par le « Conseil international », qui réunissait en 2005 une quarantaine d'ONG et d'associations, et qui ne cesse de s'accroître.

## Historique

### Forum de Porto Alegre en 2001
La première édition du FSM s'est tenue du 25 au 30 janvier 2001 à Porto Alegre, au Brésil, réunissant entre 5 000 et 20 000 participants et quelques centaines de journalistes. Ce premier forum, né d'une rencontre entre plusieurs associations altermondialistes séduites par l'idée de créer un forum parallèle au Forum économique mondial, a été organisé par huit associations brésiliennes : Attac, le Mouvement des sans-terre, ABONG (Association brésilienne d'organisations non gouvernementales), CIVES (Association brésilienne des hommes d'affaires pour la citoyenneté), CBJP (Commission brésilienne Justice et Paix), IBASE (Institut brésilien d'analyses socio-économiques), CUT (Centrale unique des travailleurs) ainsi que CJG (Centre de justice mondiale, justiça global).
Au cours du forum, des ateliers et des plénières ont réuni avec beaucoup d'autres ONG et associations, telles que le CADTM, le CETRI et la coordination paysanne Via Campesina (dont fait partie le Mouvement des sans-terre). Un dialogue télévisé a également relié par satellite quelques personnes importantes présentes au Forum économique mondial de Davos (bien qu'elles aient souligné qu'elles ne représentaient pas officiellement le FEM) et une douzaine d'ONG participant au FSM. Les propositions de taxe Tobin et d'annulation de la dette du Tiers-Monde, sur lesquelles les participants au dialogue ont semblé s'accorder, n'ont pas été relayées. Le « dialogue » Davos-Porto Alegre a également été marqué par l'incompréhension entre les deux parties, symbolisées par la mère de disparus Hebe de Bonafi et le « spéculateur philanthrope » George Soros.
La participation française était particulièrement intense, appuyée par l'ambassade, à cette première édition avec la participation remarquée de Danielle Mitterrand, veuve du président, et celle plus controversée de José Bové qui eut maille à partir avec la Police fédérale brésilienne. L'organisation Université de la Francophonie sous la conduite de Jean-Marie Grassin a organisé un séminaire intercontinental pour repenser autrement l'enseignement supérieur et la recherche ; étaient particulièrement étudiés les moyens à mettre en œuvre pour que les pays moins avancés économiquement puissent s'approprier les ressources scientifiques des pays riches sans devenir dépendants de leurs modèles. Cet atelier s'est poursuivi lors des FSM de 2002 et 2003 à Porto Alegre pour développer une philosophie des transferts de formation et des échanges asymétriques.

### Forum de Porto Alegre en 2002
La deuxième édition du FSM s'est tenu du 31 janvier au 5 février 2002. Elle a réuni 50 000 participants provenant de 131 pays et parlant 186 langues. Ce forum marque le passage d'une qualification « antimondialiste » à une identification « alter-mondialiste » du FSM. Il est suivi de la rédaction de la Charte des principes du Forum social mondial.

### Forum de Porto Alegre en 2003
En 2003, du 23 au 28 janvier 2003, la 3e édition du forum réunit 100 000 à 120 000 participants, 4 750 associations ou mouvements, venant de 150 pays. Il s'est ouvert par une grande « marche contre le néolibéralisme », rassemblant entre 70 000 et 140 000 manifestants, et a consisté en 1760 ateliers, séminaires et conférences[réf. nécessaire]. Le 26 janvier, le président vénézuélien Hugo Chávez est ovationné.

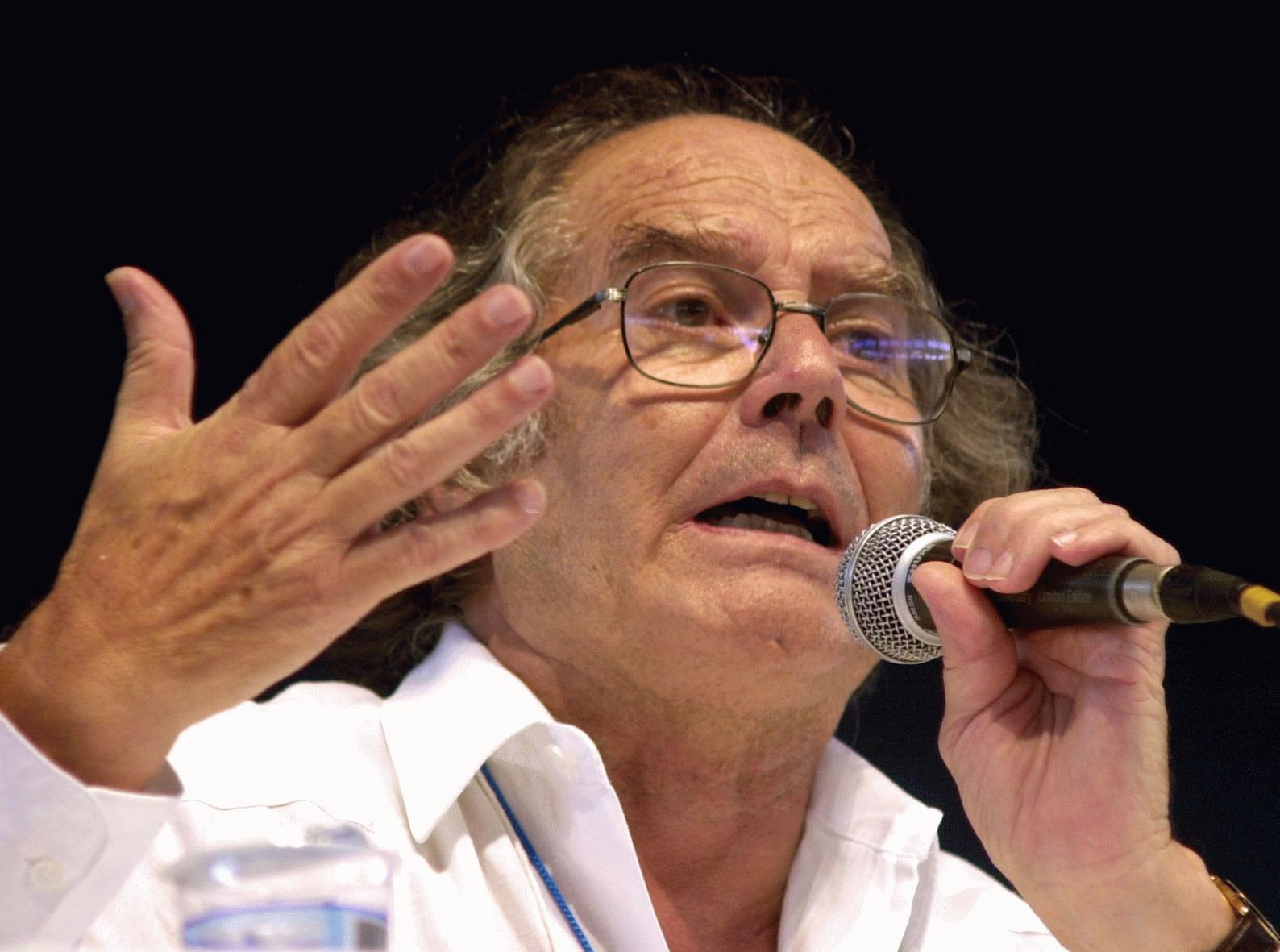
Adolfo Pérez Esquivel, prix Nobel de la paix.
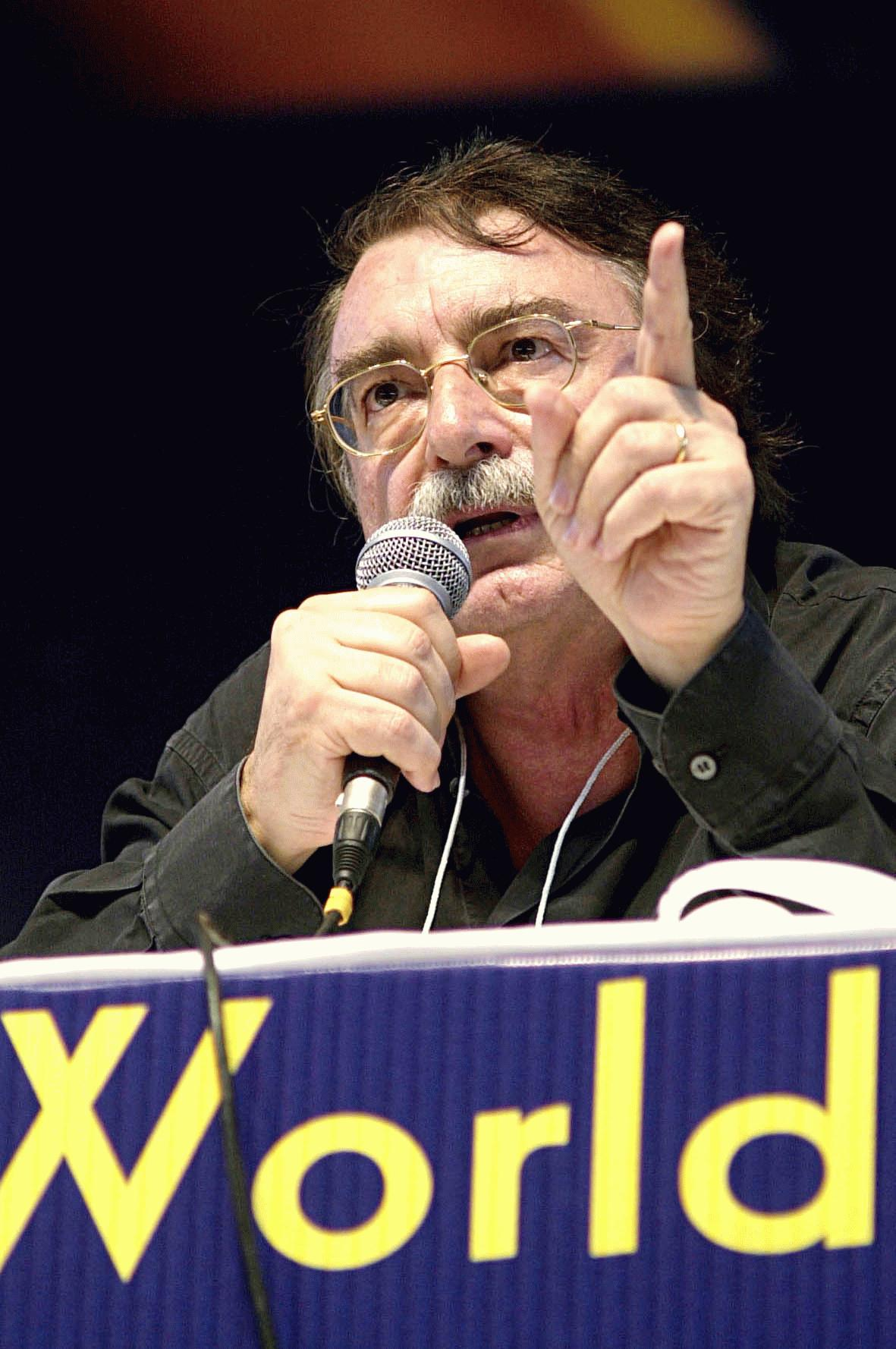
Ignacio Ramonet, alors rédacteur en chef du Monde diplomatique.
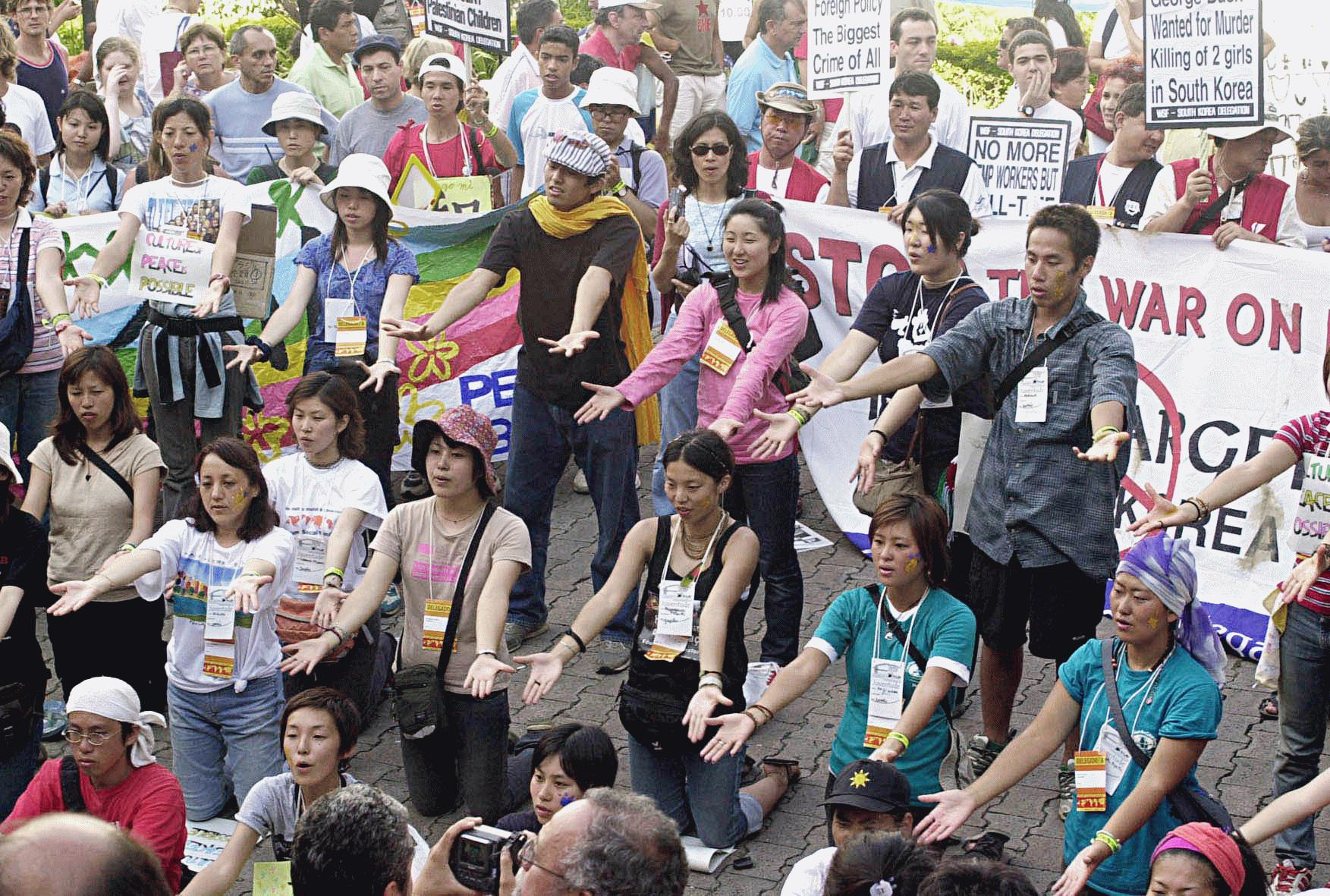
Protestation de la délégation japonaise.
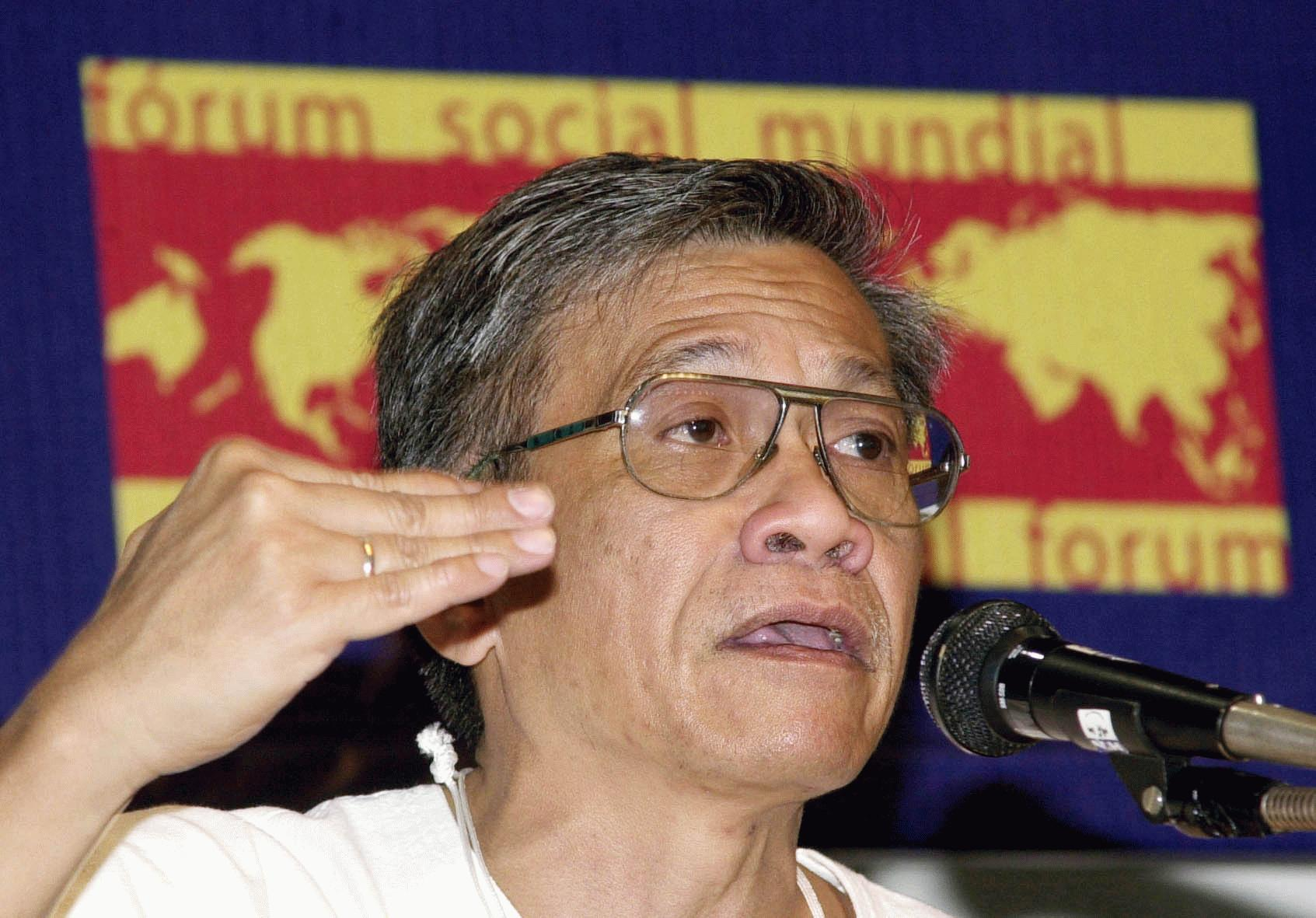
Walden Bello, directeur exécutif de l'ONG Focus on the Global South.
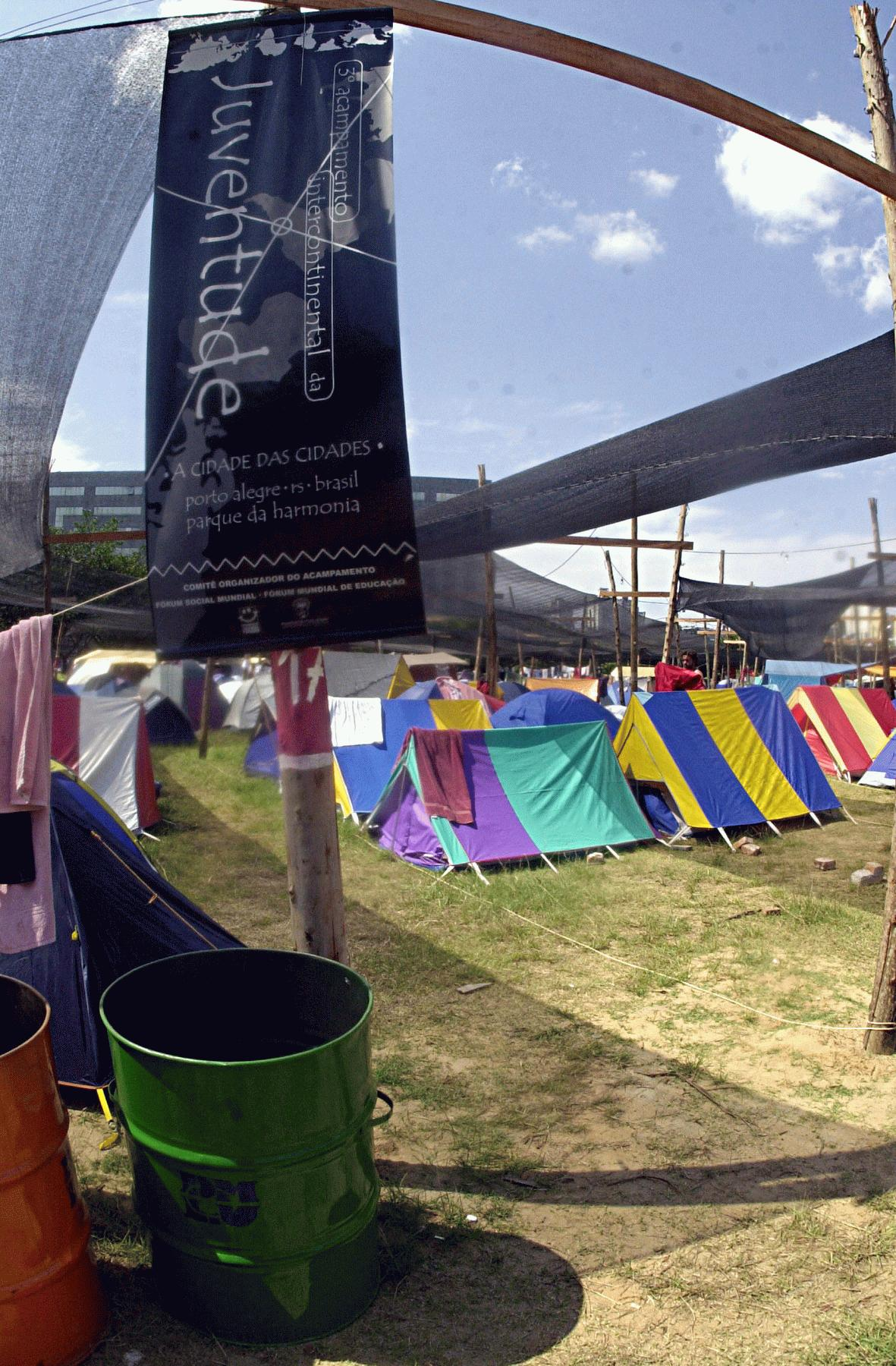
Camp de jeunesse.
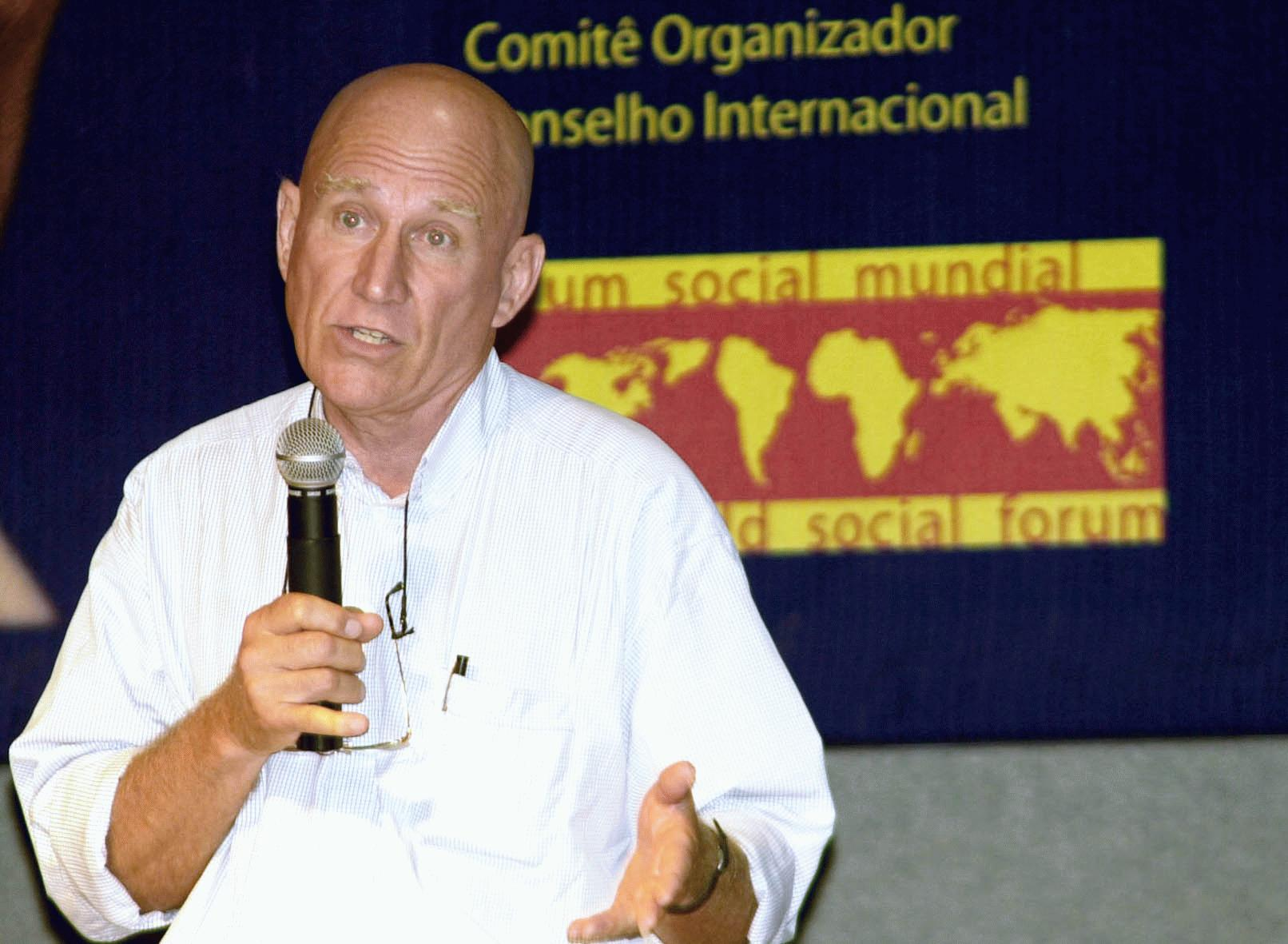
Sebastião Salgado, photographe.
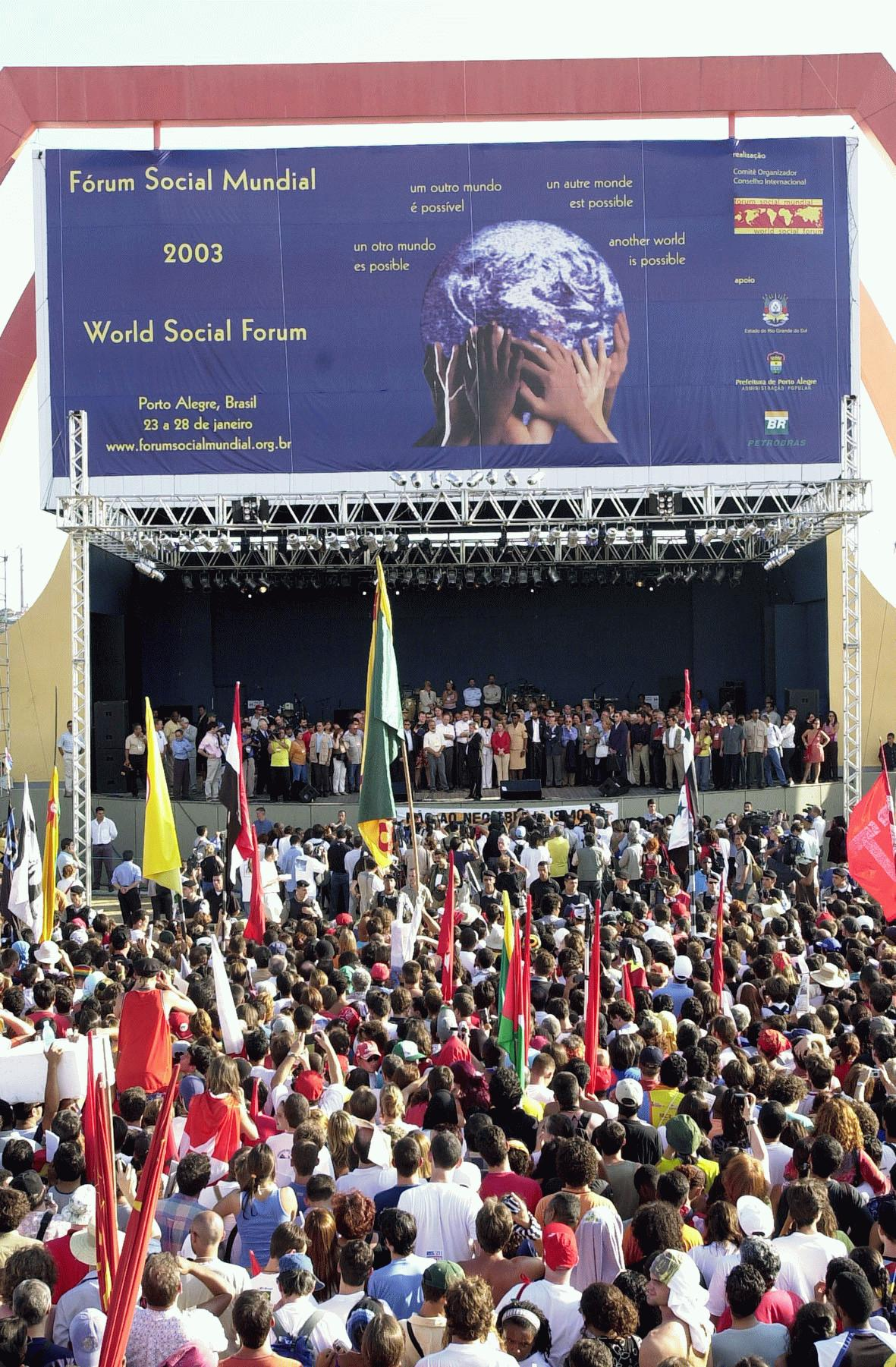
Rassemblement de foule.
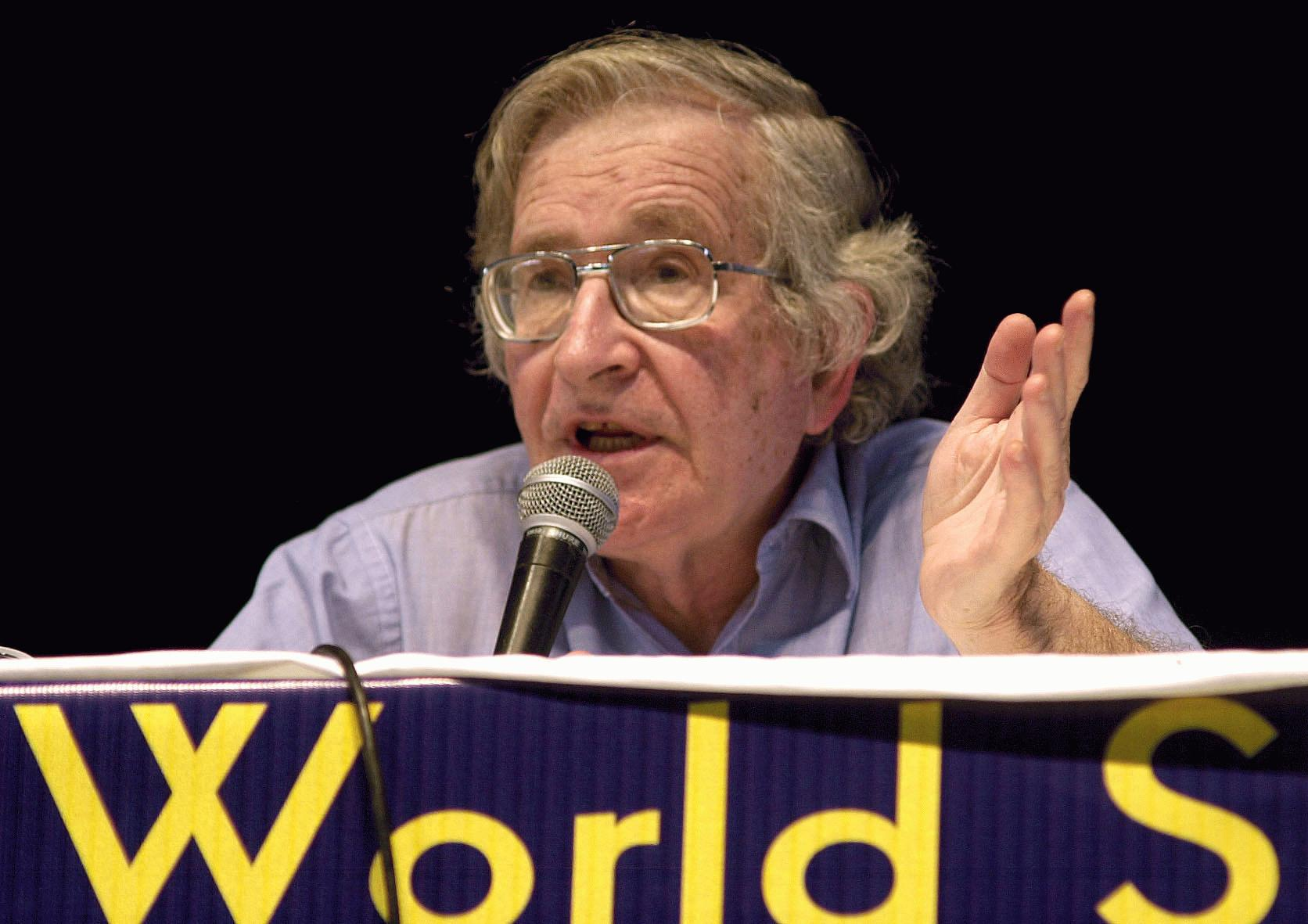
Noam Chomsky.

### Forum de Mumbai en 2004
En 2004, la 4e édition du FSM se tient du 16 au 21 janvier à Bombay, en Inde, avec environ 80 000 participants, de 132 pays différents et 2 660 associations ou mouvements. Plus exactement, le forum s'est déroulé à une quarantaine de kilomètres du centre de la ville, véritable mégapole.
Quelques invités importants ont animé des conférences et exposé leurs points de vue : la Prix Nobel de la paix iranienne Chirine Ebadi, le Prix Nobel d'économie américain Joseph Stiglitz, et Juan Somavía, chilien et actuel directeur du Bureau international du travail.
Le forum s'est ouvert à de nouvelles formes culturelles, cette 4e édition s'étant démarquée des précédentes par une grande participation des milieux populaires sud-asiatiques et une grande part d'expressions politiques sous forme théâtrale ou artistique, tandis que les salles de conférence étaient moins pleines.

### Forum de Porto Alegre en 2005
En 2005, le FSM revient à Porto Alegre avec environ 155 000 participants. Certains participants y rédigent le Manifeste de Porto Alegre, ensemble de propositions de réformes. Puis en 2006 il se revoit en Afrique.

### Forum polycentrique de 2006
La rencontre de 2006 s'est déroulée dans plusieurs pays à la fois, ce qui lui a valu l'appellation de « forum polycentrique » (ou « polycentré ») : du 24 au 29 janvier à Caracas (Venezuela), du 19 au 23 janvier à Bamako (Mali), et en mars à Karâchi (Pakistan). Les événements de Caracas ont rassemblé 100 000 personnes, tandis que ceux de Bamako ont inauguré la tenue d'un FSM en Afrique. Environ 5 000 personnes ont participé au FSM de Bamako, qui donné lieu à l'organisation à l'échelle continentale d'un Forum social africain (en). Parmi les nouveaux thèmes discutés figure la question des refoulés de l'émigration. Les questions agricoles et de l'eau prennent aussi une grande place.

### Forum de Nairobi en 2007
Le 7e Forum social mondial officiel s'est tenu du 20 au 25 janvier 2007 à Nairobi (Kenya), tandis qu'un important forum s'est également tenu aux États-Unis. L'année 2007 a marqué une étape dans l’internationalisation des forums sociaux, huit ans après les mobilisations de Seattle contre l’OMC et sept ans après la première rencontre de Porto Alegre. L’altermondialisme est dès lors jugé présent dans toutes les grandes régions du monde, après une expansion géographique remarquablement rapide, bien qu'il reste encore à intégrer à la dynamique internationale d'importants pays comme la Chine.
Plus de 1 000 activités ont été organisées à Nairobi. Les plus grosses délégations sont venues d’Asie (dont environ 500 participants d’Inde), mais le forum connaît aussi une présence significative du Moyen-Orient et de l’Europe. En revanche, la distance et le coût des voyages ont limité la participation latino-américaine. Sur le plan africain, le forum de Nairobi a notamment eu pour objet, à la suite du forum de Bamako de 2006, d'organiser la coopération des organisations du continent. Pour les délégations venues d’Europe – en particulier de France –, la réunion a été l’occasion de poursuivre le travail engagé à Bamako avec les organisations syndicales et sociales africaines pour s’attaquer au rôle de l’Union européenne en Afrique et pour renforcer les campagnes en défense des émigrés.
C’est à Nairobi que la discussion a repris sur la tenue en janvier 2008 d’une journée globale d’action.

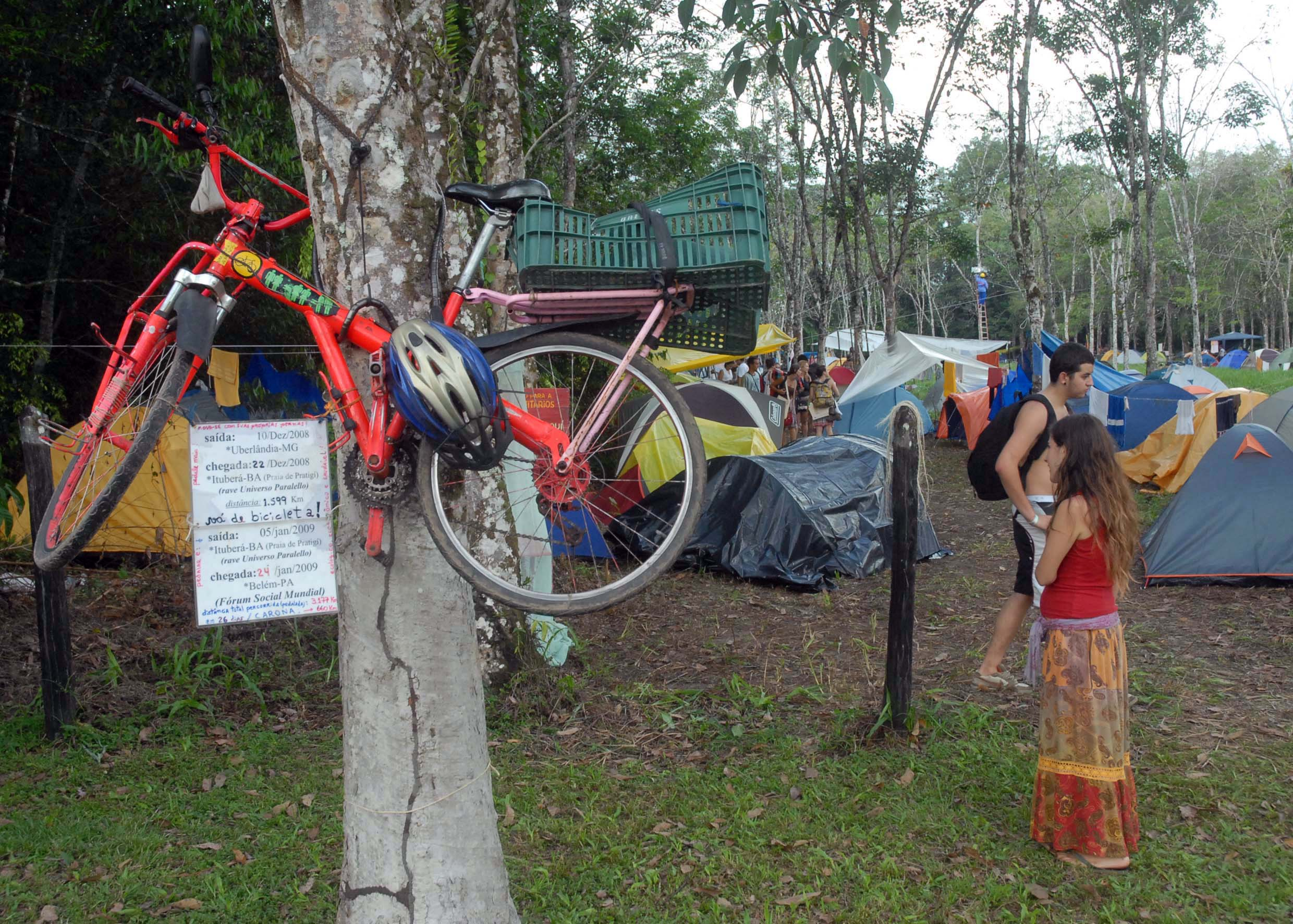
Belém - Les participants du Forum social mondial de 2009 montent leurs tentes au camp de jeunes.

### Forum de Belém en 2009
Le neuvième Forum social mondial s'est déroulé entre le 27 janvier et le 1er février 2009 dans la ville brésilienne de Belém, située dans la forêt amazonienne. Environ 1 900 peuples autochtones, représentant 190 groupes ethniques, ont assisté à l’événement, afin de soulever la question des apatrides et des problèmes auxquels ils sont confrontés. Le Centre international d'Escarré pour les minorités ethniques et les nations a aidé à organiser la tente pour les droits collectifs des peuples apatrides, qui sont marginalisés dans un système international qui ne reconnaît que les états en tant qu'unités politiques. Les basques, les Kurdes, les Palestiniens, les Roms, les Tibétains, les Mapuches, les Sahraouis et les Australiens représentaient divers groupes ethniques apatrides.
D'autre pays étaient candidats, comme la Corée du Sud, l'Indonésie, et l'Afrique du Sud.

### Forum de Dakar en 2011
Le 11e Forum social mondial s'est tenu du 6 au 11 février 2011 à Dakar (Sénégal), sur le campus de l'université Université Cheikh-Anta-Diop. Nombre de personnalités du monde entier y ont débattu des manières de mettre en place des alternatives à un capitalisme « en crise ». C'est la troisième fois en onze ans que le FSM se tient, tout ou partie, sur le continent africain qui a connu depuis l'automne une série de soulèvements populaires en Tunisie, en Égypte, et en Algérie.
Parmi les présents : des dizaines de milliers de personnes et quelques personnalités politiques : les présidents bolivien Evo Morales, vénézuélien Hugo Chávez, béninois Boni Yayi, guinéen Alpha Condé, de l'Union africaine Jean Ping, l'ancien président brésilien Luiz Inacio Lula da Silva. Parmi les personnalités françaises : Martine Aubry (parti socialiste), Pierre Laurent (parti communiste), Eva Joly (Europe Ecologie-Les Verts) et Olivier Besancenot (NPA).
Selon le dossier de presse du FSM : « L'Afrique illustre l'un des plus grands échecs de trois décennies des politiques néolibérales [...] les mouvements sociaux et les citoyens du monde se joignent aux peuples africains qui refusent de payer le prix des crises actuelles dans lesquelles ils n'ont aucune responsabilité ». Lors de cette édition, des thèmes comme la souveraineté alimentaire, la charte des migrants, les biens communs et le rôle de la femme dans la société ont été largement discutés.

### Forum de Tunis en 2013
Le 12e Forum social mondial s'est tenu du 26 au 30 mars 2013 à Tunis (Tunisie), sur le campus de université de Tunis - El Manar. Plus de 60000 représentant-es de 4500 organisations progressistes de 128 pays s’y étaient donnés rendez-vous en soutien à la révolution du 14 janvier 2011, à la lutte persistante des Tunisiens et des Tunisiennes pour la dignité et les droits, et à celles aussi de toute une région en pleine ébullition.

### Forum de Tunis en 2015
Le Forum social mondial 2015 a eu lieu à Tunis du 24 au 28 mars 2015, toujours sur le campus de l'université de Tunis El Manar. Une réunion du comité international du FSM avec le comité d'organisation tunisien s'est tenue à Tunis les 1er et 2 novembre 2014.

### Forum de Montréal en 2016

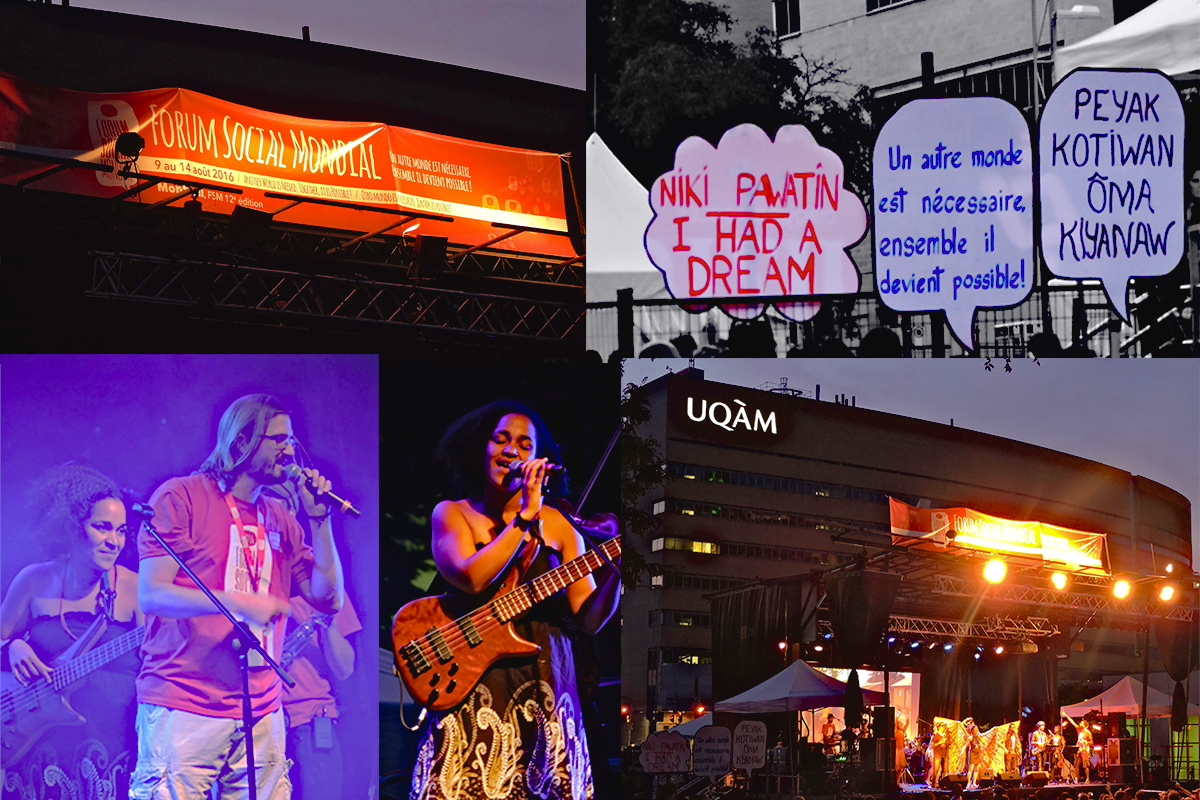
Forum social mondial de Montréal en août 2016

En mars 2016, le conseil international des FSM réuni à Tunis valide la proposition du collectif FSM 2016 Montréal l'idée de tenir un Forum social mondial la même année à Montréal, au Québec.
Le FSM qui se déroule du 9 au 14 aout 2016, est le premier à se tenir dans un pays du Nord. Ce forum a connu une diminution significative du nombre de participants, en rassemblant près de 35 000 personnes seulement.
En organisant cette 12e édition dans un pays du nord, le comité organisateur se donne pour moyen de dépasser la « fracture entre le Nord et le Sud car les inégalités sociales s'accroissent partout » selon Raphaël Canet, coordonnateur de l'événement.

### Forum de Salvador en 2018
En mars 2018, le forum a eu lieu à Salvador (Bahia) au Brésil du 13 au 18 mars 2018.

### Forum en ligne en 2021
Le forum s'est déroulé sur Internet du 24 au 31 janvier 2021, dans le contexte de la pandémie de Covid-19,.

### Forum de Mexico en 2021
du 1er au 6 mai 2022 à Mexico (Mexique)

### Forum de Genève en 2023
2 et 3 novembre dans la salle XX du Palais des Nations à Genève (Suisse)

### Forum de Katmandou en 2024
Le forum se tient du 15 au 19 février 2024 à Katmandou au Népal.

## Fonctionnement

### Charte des principes
À la suite du premier Forum social mondial de 2001, les organisateurs ont élaboré une « charte de principes et des orientations pour l'organisation des forums de 2002 ». Comme expliqué dans le livre Changer le monde, [nouveau] mode d'emploi de Chico Whitaker, cofondateur du FSM, cette charte est devenue le document de base du forum. Elle donne une nature véritablement inédite par rapport aux autres instruments de lutte pour un « autre monde ». « Son point de départ est l'organisation du Forum comme “espace ouvert” » (Chico Whitaker) et non comme une institution, une société ou une fondation.
Les 15 points constituants le guide méthodologique abordé dans le chapitre 2 « Les options de base dans l'organisation des Forums sociaux » du livre de Chico Whitaker définissent certains aspects des forums :
Le Forum comme « espace ouvert » est le premier point de la charte des principes. Le Forum se veut différent du schéma classique pyramidal (un leader, quelques dirigeants et des militants chargés de mettre en œuvre les orientations décidées d'en haut). Un espace ouvert est notamment un espace sans propriétaires, sans sectarismes, sans dirigeants et où l'autonomie des participants est protégée pour prévenir leur instrumentalisation. Chaque rencontre est conçue comme un moment d'un processus continu de lancement de nouvelles initiatives et d'approfondissement des relations entre organisations. Ainsi, « les idées discutées dans le forum ne sont pas les idées du Forum. Elles sont les idées des personnes qui viennent pour les présenter, en discuter, les comparer, à la recherche de moyens et d'alliances pour les rendre plus efficaces ».
Selon l'article trois de la charte le FSM est un processus et n'est pas limité dans le temps ou l'espace. Notamment le troisième point précise l'internationalisme du FSM en stipulant que « Le Forum Social Mondial est un processus à caractère mondial. Toutes les rencontres qui feront partie de ce processus ont une dimension internationale ». Selon le point 8, le but du FSM est de soutenir « des actions concrètes [...] visant à bâtir un autre monde ». Enfin, selon les points 12, 13, et 14 de la charte, le FSM cherche respectivement à valoriser les expériences « en vue d'une prise en compte des besoins de l’être humain et dans le respect de la nature », augmenter la « résistance sociale non violente » des peuples par le soutien aux instances et mouvements de la société civile allant dans ce sens et invite les citoyens à participer à tous les niveaux possibles aux institutions internationales afin de les transformer.
Le FSM se différencie des autres forums (« forums des parlementaires », « forums des autorités locales », etc.) par le rôle donné aux organisateurs. Ceux-ci n'ont aucun rôle directif ou décisionnel. Ils ne dictent pas à la base qui doit participer ou comment. Ils ont pour fonction de faciliter la création d'un espace ouvert de rencontre. Cet espace, d'échelle mondiale, régionale ou locale, est offert aux mouvements sociaux, aux syndicats et aux organisations et associations non gouvernementales. Ce principe de non-directivité remet en cause la manière classique d'organiser un forum. Il évite que soient faites des analyses de conjonctures qui dicteraient à l'avance le contenu du forum. Une place prépondérante est laissée aux activités auto-organisées.
Selon la charte des principes, « Les rencontres du Forum Social Mondial n'ont pas un caractère délibératif en tant que Forum Social Mondial. Personne ne sera donc autorisé à exprimer au nom du Forum, dans quelque édition que ce soit, des prises de position prétendant être celles de tous les participants ».
Selon le point 7, les participants au forum doivent s'assurer qu'ils sont libres dans leurs actes et leurs paroles et selon le point 8 le FSM fonctionne de manière décentralisé. Le FSM est un espace ouvert au pluralisme et à la diversité. Ne peuvent pas y participer les représentants de partis politiques ou d'organisations militaires. Selon le point 8 de la charte, « Pourront être invités à y participer, à titre personnel, les gouvernants et parlementaires qui assument les engagements de la présente Charte ».
Dans le point 10, la charte précise que le FSM s'oppose aux visions « réductrice de l’économie, du développement et de l’histoire, et à l’usage de la violence comme moyen de contrôle social par l’État ».
Le FSM déclare dans sa charte au point 10 s'opposer aux multinationales et aux institutions internationales qui servent leurs intérêts. La charte dans son onzième point cite le capital comme ennemi et cherche la lutte contre « ses composantes racistes, sexistes et destructrices de l’environnement ». Ainsi, le FSM désigne le capitalisme comme ennemi principal et axe son fonctionnement sur la réflexion du fonctionnement des institutions qui soutiennent les intérêts du capital.

### Les ateliers: auto-organisation et autogestion
Les ateliers — nom donné à ces activités auto-organisées — permettent une implication plus active des participants (comparer avec la passivité des grands auditoires des forums et autres assemblées traditionnelles). Sur la lancée du forum de Mumbai, l'organisation du FSM 2005 de Porto Alegre a cherché à donner une priorité plus importante encore aux ateliers. En effet, le programme a été conçu par les participants eux-mêmes : ils ont défini eux-mêmes le rôle que les facilitateurs auraient, en insistant sur l'idée qu'ils étaient au service des participants.
Une des conséquences importantes de cette priorité donnée aux activités auto-organisées est que l'on assiste à la naissance d'un espace d'expérimentation de l'autogestion. Le principe sous-jacent est que le dépassement de la domination passe par le dépassement de la dépendance des citoyens à l'égard des puissances non seulement financières ou économiques, mais aussi politiques, et par le développement de l'autonomie et d'une citoyenneté coresponsable.
Si on prend comme exemple les ateliers organisés dans les trois premiers forums à Porto Alegre en 2001, 2002 et 2003 par l'organisation « Université de la francophonie », on voit comment une question de départ, elle-même fournie par des remue-méninges antérieurs (ici : « Peut-on concevoir un enseignement supérieur alternatif de haut niveau scientifique à l'échelle du monde qui réponde aux besoins des régions les moins bien dotées ? »), peut capitaliser les idées ayant germé d'un séminaire au suivant pour arriver à des propositions pragmatiques, elles-mêmes toujours en évolution (ici : une dynamique à trois mouvements : identifier dans un système donné, un pays, une région, un espace, etc., les déficits de formations supérieures, de laboratoires, d'organes de recherche face à des besoins locaux, puis rechercher dans d'autres systèmes, d'autres pays, des formations existantes que l'on pourrait transposer, enfin mettre en œuvre les moyens nécessaires à la délocalisation et à l'adaptation des formations désirées ; à la place des réseaux institutionnels, se créent des systèmes ad hoc de relations sur le plan bilatéral ou multipolaires qui, ne refusant a priori pas les moyens offerts par la coopération entre les États, ou diverses instances, arrivent à activer des synergies qu'on aurait même pas pu imaginer au sein des institutions.

## Les forums sociaux régionaux
Le forum social a essaimé (de manière indépendante) en des forums sociaux continentaux comme le Forum social européen, le Forum social des Amériques, le Forum social africain, le Forum social asiatique, des forums « régionaux » comme le premier Forum social de la Méditerranée en 2005 à Barcelone, le Forum social du Maghreb ou le Forum social du Moyen-Orient, des forums nationaux, régionaux ou encore locaux. La formule des forums sociaux a donc connu un succès important. Ainsi, le 7 novembre 2002, le 1er Forum social européen (FSE) se tient à Florence en Italie jusqu'au 10 novembre.